# Kodeks cywilny państw europejskich
Kodeks cywilny państw europejskich – pojęcie związane z Europejskim Kodeksem Cywilnym. Państwa europejskie przejawiają stałą tendencję do pogłębiania procesów integracyjnych na wielu płaszczyznach. Do jednej z nich należy tendencja do europeizacji prawa prywatnego.

## Europejski Kodeks Cywilny
W obrębie Unii Europejskiej zaczęto propagować koncepcję unifikacji prawa w formie Europejskiego Kodeksu Cywilnego. Podstawę do rozpoczęcia prac kodyfikacyjnych stanowiły uchwały Parlamentu Europejskiego z 1989 i 1994. Projekt rozwoju europejskiego prawa prywatnego został zawarty w opublikowanym przez Komisję w 2003 planie działania Bardziej spójne europejskie prawo kontraktów. Natomiast w 2004 w kolejnym dokumencie (Europejskie prawo umów i weryfikacja acquis: rozwój) przewidziano utworzenie tzw. wspólnej ramy odniesień. Prace nad projektem prowadzone były przez Grupę Studyjną do spraw Europejskiego Kodeksu Cywilnego pod przewodnictwem prof. Christiana von Bara, która składała się z uczonych reprezentujących poszczególne kraje europejskie. Ich działania opierały się głównie na ustaleniach wypracowanych przez Komisję Europejskiego Prawa Umów zwaną Komisją Lando. Rezultatem ich działań były Zasady Europejskiego Prawa Umów mające stanowić trzon Europejskiego Kodeksu Cywilnego.

## Komisja Lando
Prace nad unifikacją prawa umów w Europie trwają już od długiego czasu. Początkowo miały one charakter głównie prywatny i zajmowali się nimi prawnicy – specjaliści. Działali jako Komisja ds. Europejskiego Prawa Umów/ Kontraktów (Commission on European Contract Law, Ole Lando Commission) pod przewodnictwem Ole Lando w latach 1982–2001, a rezultatem ich wysiłku są Principles of European Contract Law. Komisja ta była komisją samozwańczą, nie została stworzona przez żadną instytucję europejską. W skład komisji weszło 22 członków ze wszystkich państw członkowskich Unii Europejskiej. Przewodniczącym został duński prawnik Ole Lando (ur. 1922). Komisja Europejskiego Prawa Kontraktów pod przewodnictwem Ole Lando odegrała ogromną rolę w zakresie tworzenia Europejskiego Kodeksu Cywilnego, ponieważ stworzyła podstawowe zasady prawa kontraktów będące podstawą dalszych prac. Pod wpływem działającej od 1982 Komisji do spraw Europejskiego Prawa Umów (komisji Lando), Parlament Europejski 26 maja 1989 przyjął uchwałę. Zwrócił się w niej o podjęcie prac nad europejskim kodeksem prawa prywatnego. Podkreślono również, że możliwe jest ujednolicenie najważniejszych dla urzeczywistnienia wspólnego rynku obszarów prawa prywatnego, takich jak np. prawo zobowiązań, i dlatego należy wspierać istniejące w UE instytucje prowadzące prace prawnoporównawcze oraz podejmujące starania w celu kodyfikacji europejskiego prawa prywatnego. Parlament powtórzył swoją akceptację dot. Stworzenia europejskiego kodeksu prawa prywatnego w kolejnej uchwale z 6 maja 1994, stwierdzając w niej jednocześnie, że Komisja Europejska nie podjęła żadnych działań przygotowawczych w tym zakresie. Dzięki temu w 1998 zawiązała się Grupa Studyjna do spraw Europejskiego Kodeksu Cywilnego.

## Założenia koncepcji Europejskiego Kodeksu Cywilnego
Zasadniczym celem planowanej unifikacji prawa prywatnego dla państw europejskich było wypracowanie wspólnych norm prawnych regulujących stosunki ekonomiczne na obszarze Unii Europejskiej, zbliżanie ustawodawstw państw członkowskich oraz wprowadzenie ujednoliconego Kodeksu Cywilnego dla całej zjednoczonej Europy. Ważną kwestię poruszał Komunikat Komisji Europejskiej o prawie traktatów z 2001 roku, w którym stwierdzono, że: „rozbieżności między państwowymi systemami prawnymi niekorzystnie wpływają na rozwój stosunków gospodarczych”. Tu też ujawnił się kolejny cel, a zarazem argument przemawiający na korzyść wprowadzenia Europejskiego Kodeksu Cywilnego: „Europejski Kodeks Cywilny miałby usprawnić obrót poprzez optymalizację warunków wymiany handlowej i obniżenie kosztów transakcji między państwami”. Poza tym „poczucie wspólnej tożsamości obywateli Unii Europejskiej powinno wyrażać się w jedności uregulowań prawnych”, co również potwierdzało dążenia do integracji w ramach Wspólnoty.

## Zakres Europejskiego Kodeksu Cywilnego
W świetle założeń Europejski Kodeks Cywilny miał obejmować możliwie najobszerniejszą część materialnego prawa prywatnego, jednak z racji dużych rozbieżności w ustawodawstwach krajowych dokonanie syntezy norm prawnych możliwe było głównie na gruncie prawa zobowiązań, a przede wszystkim umów, gdzie podstawą miały być Zasady Europejskiego Prawa umów Komisji Lando. Regulacje prawa umów miały dotyczyć szczególnie: Umowy sprzedaży – Umowy o świadczenie usług – Umów długoterminowych (umowy agencji, franchisingu i dystrybucji), – Umowy najmu.
Jeżeli chodzi o zobowiązania niewynikające z umów to kodeks miał obejmować: Prowadzenie cudzych spraw bez zlecenia, pozaumowną odpowiedzialność za szkodę, Bezpodstawne wzbogacenie.
Natomiast co do prawa rzeczowego to kodeks ten miał zawierać między innymi: Uregulowanie przeniesienia własności nieruchomości, Zabezpieczenie wierzytelności na ruchomościach, Definicje podstawowych pojęć i instytucji prawno-rzeczowych np.: rzeczy ruchome, własność, ograniczone prawa rzeczowe, posiadanie.
Generalnie planowano stworzenie 10 ksiąg kodeksu: I – przepisy ogólne, II – umowy i inne czynności prawne, III – zobowiązania umowne i pozaumowne, IV – typy umów, V – prowadzenie cudzych spraw bez zlecenia, VI – pozaumowna odpowiedzialność za szkodę, VII – bezpodstawne wzbogacenie, VIII – przeniesienie własności ruchomości, IX – zabezpieczenie wierzytelności na ruchomościach, X – powiernictwo.

## Argumenty przeciwko Europejskiemu Kodeksowi Cywilnemu
Kontrargumentem do koncepcji stworzenia jednolitego Europejskiego Kodeksu Cywilnego są przykłady państw takich jak USA czy też Wielka Brytania, w których w obrębie jednego państwa funkcjonuje wiele systemów prawnych. Są to przykłady, które pokazują, że brak jednolitego prawa wcale nie oznacza ograniczeń, czy też zahamowania gospodarczego, ale stwarza wiele możliwości, np. do funkcjonowania rynku w warunkach konkurencji. Potwierdza to koncepcja forum shopping mówiąca o tym, że strony umowy mają prawo wyboru właściwego prawa i sądu, korzystnego dla ich interesów. Kolejnym argumentem przeciwko jest stanowisko reprezentowane przez prof. Pierre’a Legranda, który to akcentuje konieczność zapewnienia ochrony narodowych tradycji prawnych, składających się na kulturowe dziedzictwo cywilizacji europejskiej. Widzi on w Europejskim Kodeksie Cywilnym szczególne zagrożenie dla common law, który bardzo różni się od regulacji kontynentalnych.

## Proces europeizacji prawa
Według zwolenników dążenia do jednolitego Kodeksu Cywilnego Państw Europejskich, korzystnym działaniem jest kształtowanie prawa prywatnego w taki sposób, by pogłębiać współpracę i dialog między państwami Unii Europejskiej, reprezentującymi różne tradycje prawne. Pojawiają się również postulaty, które wskazują, że Europejski Kodeks Cywilny mógł funkcjonować jako mieszany system prawny oparty na zapożyczeniach prawnych z różnych krajów, co miałoby sprzyjać integracji. W tym kontekście istotną rolę odgrywają badania porównawcze prawa. Podstawą prac prowadzonych przy formułowaniu wspólnych dla różnych systemów zasad prawa prywatnego miała np. metoda komparatystyczna. Umożliwiła ona wyeksponowanie elementów łączących porządki prawne państw europejskich, a tym samym wniosła istotny wkład w proces unifikacji prawa. Współdziałanie państw Unii Europejskich poprzez rozpowszechnianie problematyki związanej z procesem unifikacji prawa w formie publikacji naukowych, zjazdów cywilistów czy też konferencji naukowych może stworzyć podstawy do wypracowania najkorzystniejszych rozwiązań prawnych. Pomimo wielu kontrowersji dotyczących stworzenia jednolitego Kodeksu Cywilnego Państw Europejskich, można stwierdzić, że prace idące w tym kierunku mają bardzo pozytywny wpływ na integrację europejską i dialog pomiędzy wszystkimi państwami członkowskimi.